# Glenbrook (hrabstwo Cork)
Glenbrook (irl. Gleann an Fheileastraim) – wieś w Irlandii, w prowincji Munster, w hrabstwie Cork. 
Glenbrook był pierwotnie kurortem nadmorskim z budynkami takimi jak łaźnie tureckie. Pierwszą z nich był Royal Victoria Monkstown and Passage Baths, który został otwarty w 1838 roku. Następnie powstał Zakład Hydropatyczny dr Timothy'ego Curtina.